# Bevan Fransman
Bevan Fransman (Città del Capo, 31 ottobre 1983) è un ex calciatore sudafricano, di ruolo difensore.

## Carriera

### Club
Durante la sua carriera ha giocato con varie squadre di club, tra cui l'Hapoel Tel Aviv, in cui si è trasferito nel 2010.

### Nazionale
Dal 2005 al 2012 ha giocato 18 partite con la nazionale sudafricana.

## Statistiche

### Cronologia presenze e reti in nazionale
| Cronologia completa delle presenze e delle reti in nazionale ― Sudafrica | Cronologia completa delle presenze e delle reti in nazionale ― Sudafrica | Cronologia completa delle presenze e delle reti in nazionale ― Sudafrica | Cronologia completa delle presenze e delle reti in nazionale ― Sudafrica | Cronologia completa delle presenze e delle reti in nazionale ― Sudafrica | Cronologia completa delle presenze e delle reti in nazionale ― Sudafrica | Cronologia completa delle presenze e delle reti in nazionale ― Sudafrica | Cronologia completa delle presenze e delle reti in nazionale ― Sudafrica |
| Data                                                                     | Città                                                                    | In casa                                                                  | Risultato                                                                | Ospiti                                                                   | Competizione                                                             | Reti                                                                     | Note                                                                     |
| ------------------------------------------------------------------------ | ------------------------------------------------------------------------ | ------------------------------------------------------------------------ | ------------------------------------------------------------------------ | ------------------------------------------------------------------------ | ------------------------------------------------------------------------ | ------------------------------------------------------------------------ | ------------------------------------------------------------------------ |
| 13-8-2005                                                                | Mahikeng                                                                 | Sudafrica                                                                | 2 – 2 dts (8 – 9 dtr)                                                    | Zambia                                                                   | Coppa COSAFA 2005 - 1º turno                                             | -                                                                        |                                                                          |
| 17-8-2005                                                                | Reykjavík                                                                | Islanda                                                                  | 4 – 1                                                                    | Sudafrica                                                                | Amichevole                                                               | -                                                                        | 35’                                                                      |
| 26-5-2007                                                                | Manzini                                                                  | Malawi                                                                   | 0 – 0 dts (4 – 5 dtr)                                                    | Sudafrica                                                                | Coppa COSAFA 2007 - 1º turno                                             | -                                                                        |                                                                          |
| 27-5-2007                                                                | Manzini                                                                  | Sudafrica                                                                | 2 – 0                                                                    | Mauritius                                                                | Coppa COSAFA 2007 - 2º turno                                             | -                                                                        |                                                                          |
| 24-10-2007                                                               | Bloemfontein                                                             | Sudafrica                                                                | 0 – 0 dts (4 – 3 dtr)                                                    | Zambia                                                                   | Coppa COSAFA 2007 - Finale                                               | -                                                                        |                                                                          |
| 20-11-2007                                                               | Durban                                                                   | Sudafrica                                                                | 2 – 0                                                                    | Canada                                                                   | Amichevole                                                               | -                                                                        | 85’                                                                      |
| 11-3-2008                                                                | Germiston                                                                | Sudafrica                                                                | 2 – 1                                                                    | Zimbabwe                                                                 | Amichevole                                                               | -                                                                        |                                                                          |
| 1-6-2008                                                                 | Abuja                                                                    | Nigeria                                                                  | 2 – 0                                                                    | Sudafrica                                                                | Qual. Mondiali 2010                                                      | -                                                                        |                                                                          |
| 7-6-2008                                                                 | Pretoria                                                                 | Sudafrica                                                                | 4 – 1                                                                    | Guinea Equatoriale                                                       | Qual. Mondiali 2010                                                      | -                                                                        | 24’                                                                      |
| 21-6-2008                                                                | Pretoria                                                                 | Sudafrica                                                                | 0 – 0                                                                    | Sierra Leone                                                             | Qual. Mondiali 2010                                                      | -                                                                        | 49’                                                                      |
| 9-9-2008                                                                 | Pretoria                                                                 | Sudafrica                                                                | 0 – 1                                                                    | Guinea                                                                   | Amichevole                                                               | -                                                                        |                                                                          |
| 5-9-2009                                                                 | Leverkusen                                                               | Germania                                                                 | 2 – 0                                                                    | Sudafrica                                                                | Amichevole                                                               | -                                                                        | 60’                                                                      |
| 3-3-2010                                                                 | Durban                                                                   | Sudafrica                                                                | 1 – 1                                                                    | Namibia                                                                  | Amichevole                                                               | -                                                                        |                                                                          |
| 5-6-2011                                                                 | -                                                                        | Egitto                                                                   | 0 – 0                                                                    | Sudafrica                                                                | Qual. Coppa d'Africa 2013                                                | -                                                                        | 86’                                                                      |
| 15-11-2011                                                               | Harare                                                                   | Zimbabwe                                                                 | 2 – 1                                                                    | Sudafrica                                                                | Amichevole                                                               | -                                                                        |                                                                          |
| 11-9-2012                                                                | Nelspruit                                                                | Sudafrica                                                                | 2 – 0                                                                    | Mozambico                                                                | Amichevole                                                               | -                                                                        | 69’                                                                      |
| 16-10-2012                                                               | Nairobi                                                                  | Kenya                                                                    | 1 – 2                                                                    | Sudafrica                                                                | Amichevole                                                               | -                                                                        | 90+2’                                                                    |
| 22-12-2012                                                               | Durban                                                                   | Sudafrica                                                                | 3 – 1                                                                    | Malawi                                                                   | Amichevole                                                               | -                                                                        | 77’                                                                      |
| Totale                                                                   |                                                                          | Presenze                                                                 | 18                                                                       |                                                                          | Reti                                                                     | 0                                                                        |                                                                          |

## Palmarès
- Campionato sudafricano: 2

Kaizer Chiefs: 2003-2004, 2004-2005
- Coppa d'Israele: 2

Hapoel Tel Aviv: 2010-2011, 2011-2012